# Flugplatz Mývatn

i8
i11
i13
Der Flugplatz Mývatn (isländisch Mývatnsflugvöllur, IATA-Code: MVA, ICAO-Code: BIRL) ist ein Flugplatz im Nordosten von Island.

## Geschichte
Der Flugplatz am Mývatn liegt etwa 20 m oberhalb des Ortes Reykjahlíð.
Er wurde 1956/57 mit zwei etwa 330 m langen Start- und Landebahnen errichtet, eine in Nord-Süd- und die andere in Nordost-Südwest-Richtung.
Im Jahr wurde die erste auf 600 m verlängert und um 1990 asphaltiert.
Die Fluggesellschaft Mýflug geündete sich hier 1985 und errichtete 1987 einen Hangar westlich der Landebahn.
Sie bietet Rund- und Charterflüge an und betreibt eine Flugschule.